# San Carlo alle Quattro Fontane

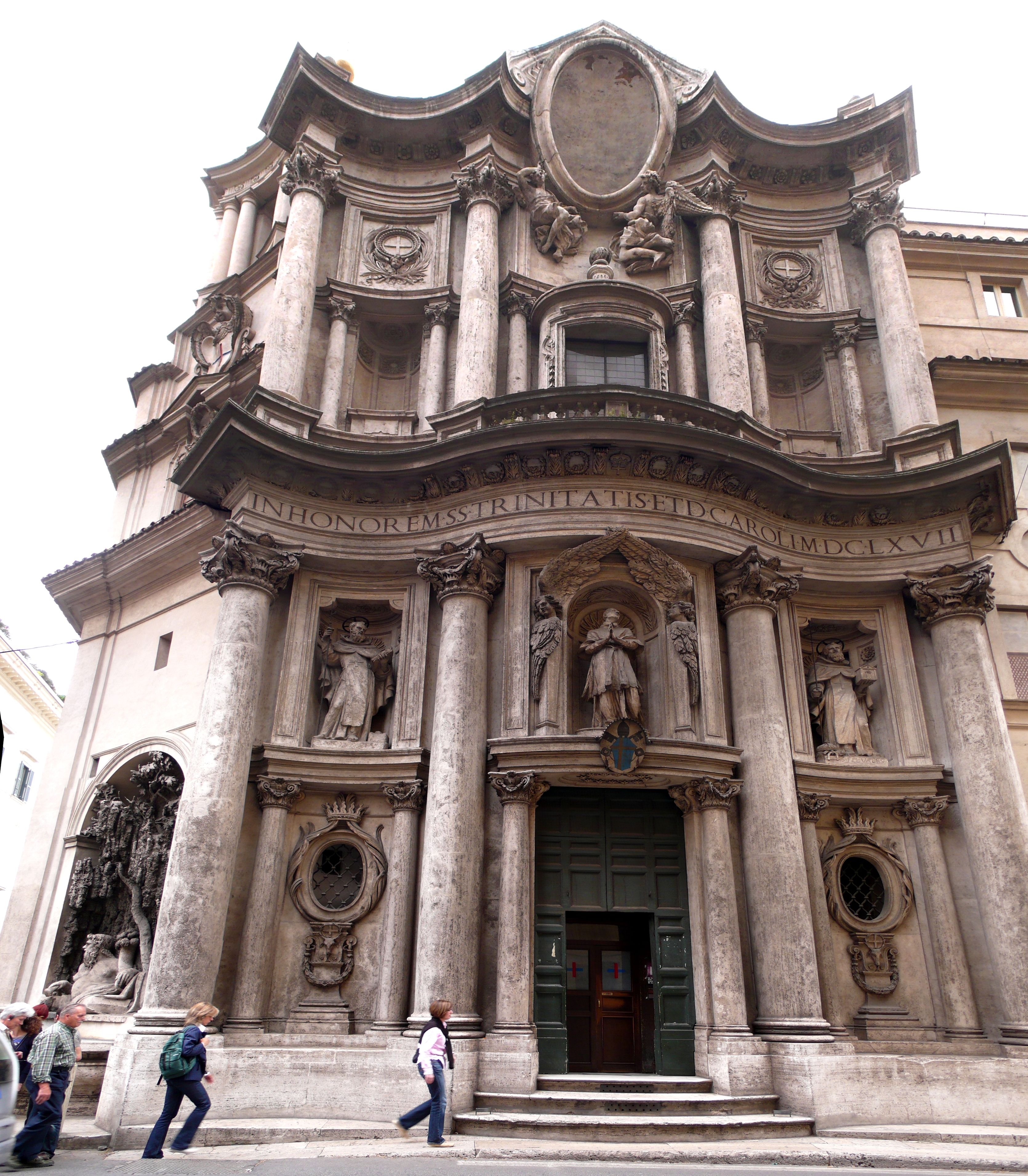
San Carlo, průčelí

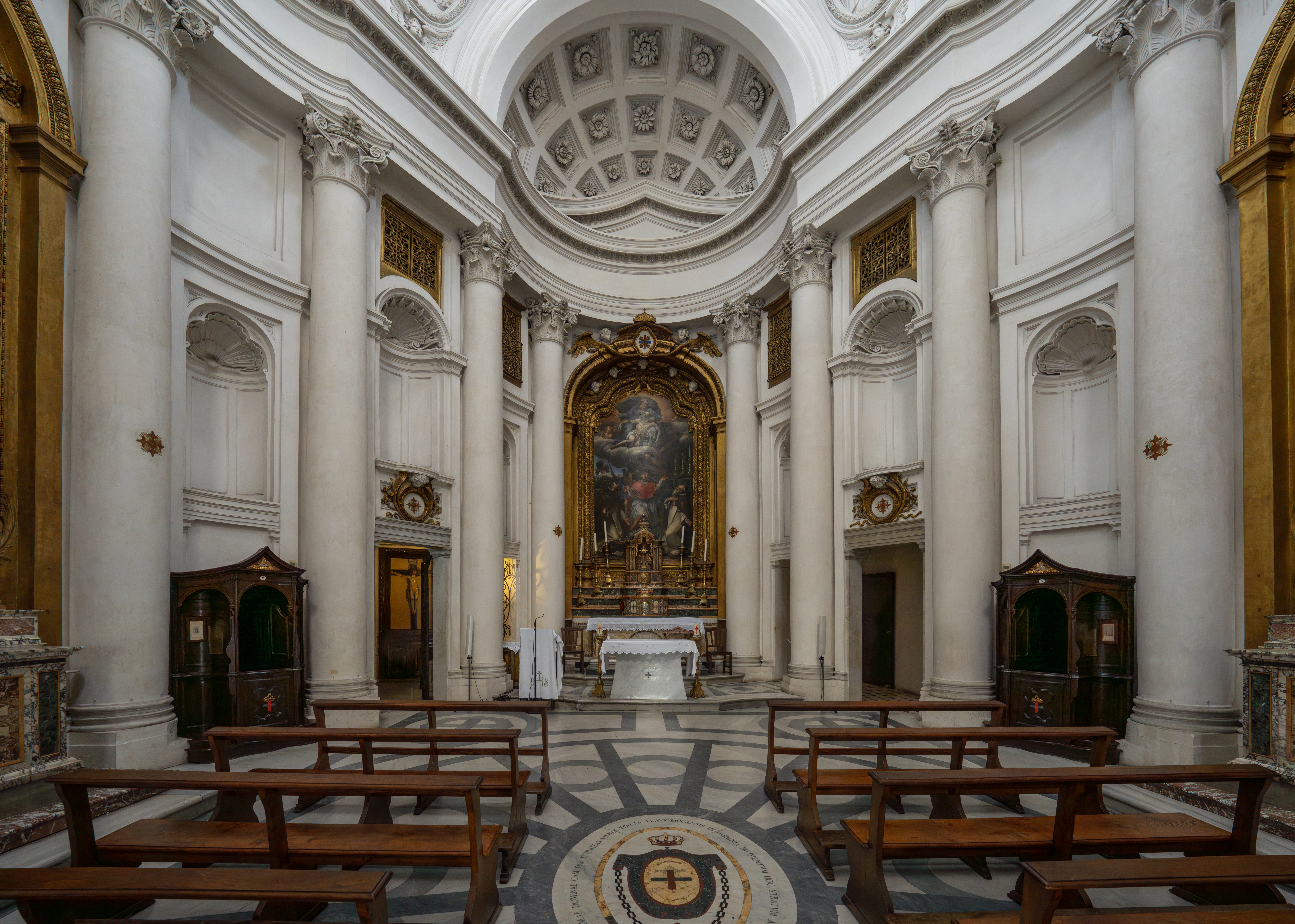
San Carlo, interiér

San Carlo, půdorys

San Carlo alle Quattro Fontane (česky kostel svatého Karla u čtyř fontán) je malý kostel v Římě, který ve slohu vrcholného baroka postavil architekt Francesco Borromini. Stojí na Kvirinálu, v severní části historického města, na křižovatce ulic Via delle Quattro Fontane a Via del Quirinale.

## Historie
Kostel pro řád španělských trinitářů postavil v letech 1638–1641 mladý Borromini jako svoji první samostatnou práci. Roku 1646 byl zasvěcen sv. Karlu Borromejskému, ale horní část průčelí byla dokončena mnohem později, až po architektově smrti.

## Popis
Drobný kostelík stojí na nepravidelném pozemku a tvoří část klášterních budov. Přes malé rozměry (asi 20x12 m) je to vrcholná ukázka římského baroka, která vstoupila do dějin architektury. Zvlněná a bohatě zdobená fasáda má dvě patra s podobným, poměrně složitým rozvrhem. Čtyři štíhlé korintské sloupy nesou hlavní římsu s balkonem, mezi nimi jsou výklenky se sochami a malými sloupky. Svrchni patro má opět čtyři sloupy s výklenky a sloupky mezi nimi. Úzký a vysoký vnitřní prostor je velmi složitý. Jádrem je oválný střed se čtyřmi výklenky do kříže, který nahoře vybíhá do oválné kupole s lucernou. K němu přiléhá několik bočních kaplí a prostor dále člení sloupy při stěnách.